# イーストエンド・オブ・ロンドン

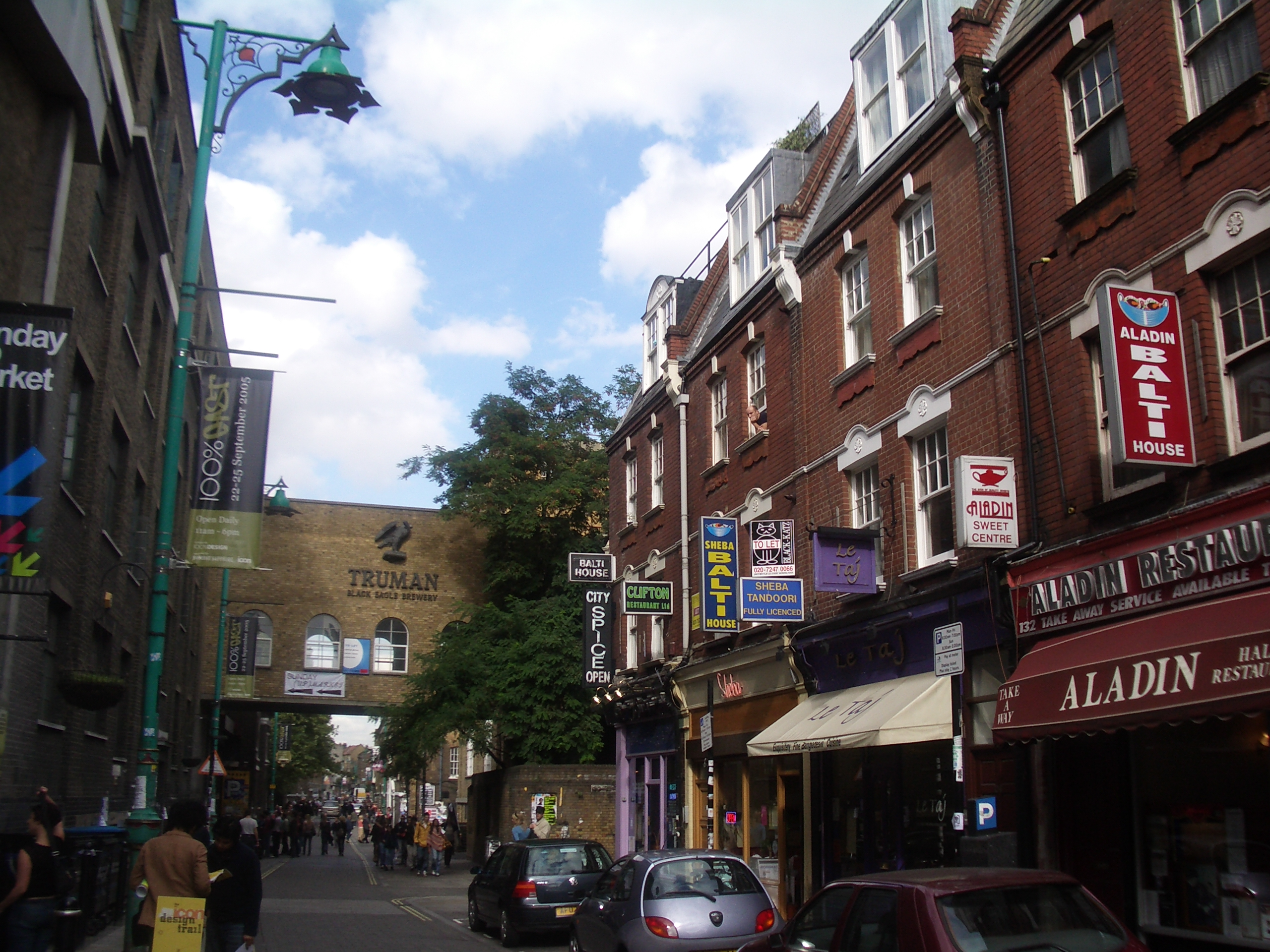
ブリック・レーン（2005年）

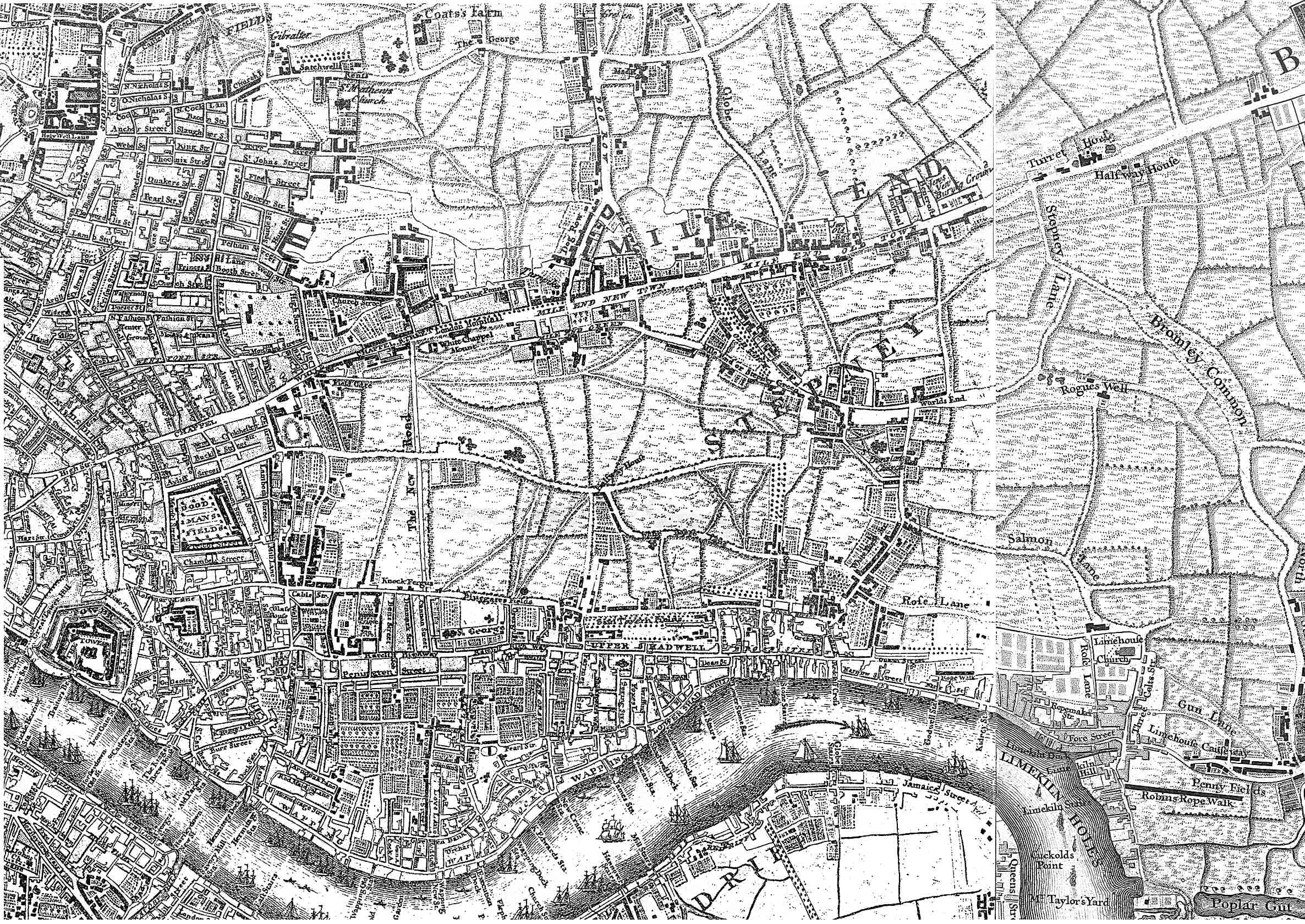
ジョン・ロックが1747年に完成させたロンドン地図の一部、イーストエンドの外には農地が広がる。

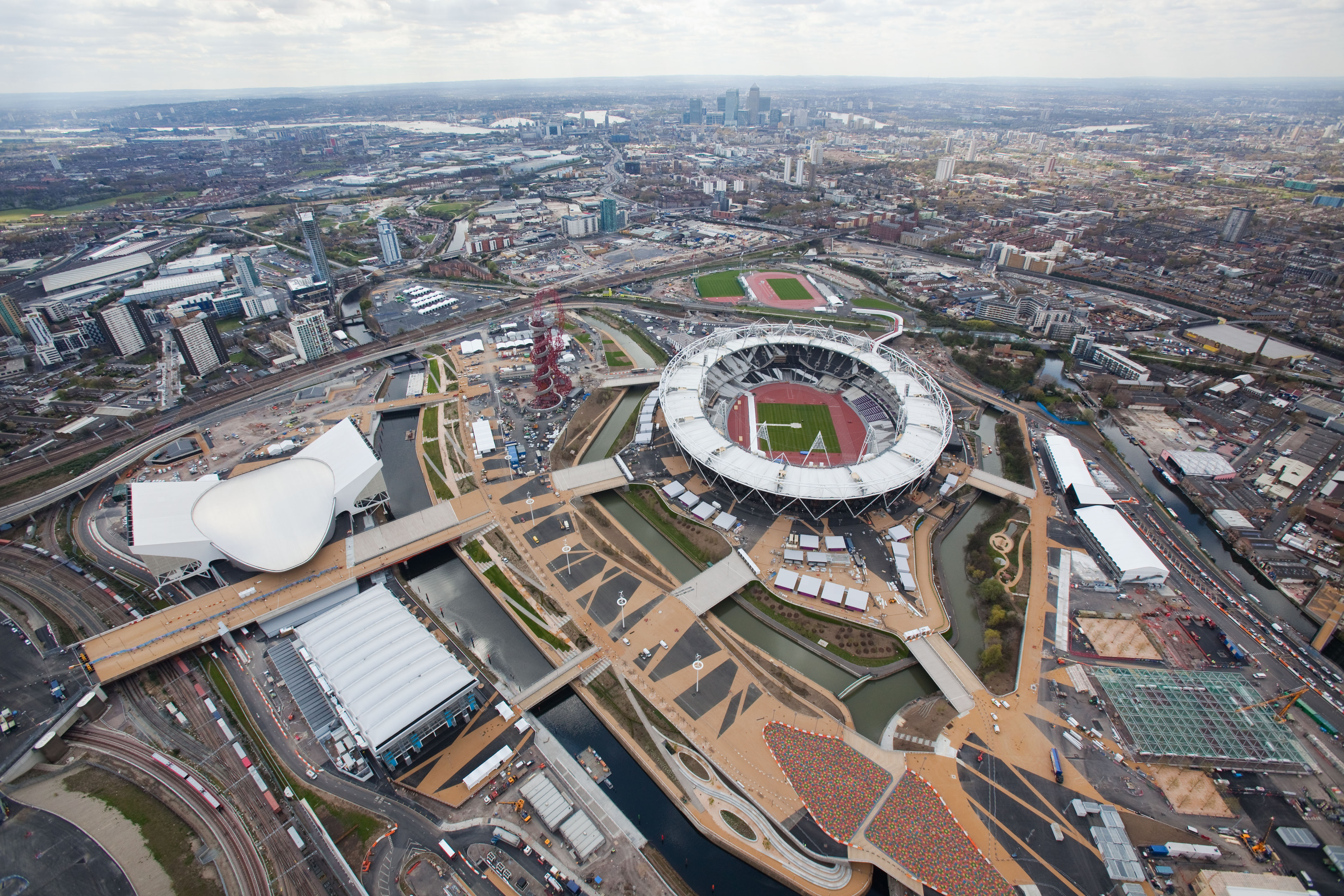
オリンピック・パーク

イーストエンド・オブ・ロンドン (East End of London) は、イングランドのロンドンにおいてシティ・オブ・ロンドンの中世期の防壁の東側とテムズ川の北側の地域を指す。しかし、正式な地域の境界は存在しない。ウエストエンドに対する下町。テムズ川が曲流しており、それに沿って港湾施設が建ち並ぶ。
かつて切り裂きジャックの現場となった所である。毎年恒例で、9月にイースト・ミーツ・ウェスト・カーニバル、12月にはスピタルフィールズの音楽祭がある。

## 歴史
1720年頃にはイーストエンドはロンドンの一部と認識されていたようである。当時の歴史家ジョン・ストライプの記述に "ロンドンはシティ、ウエストミンスター、サザークそして「塔の向こう」から成る" という一文がある。これはロンドン塔の東のことである。
当初、イーストエンドはシティの防御壁外側の住宅地と街道沿いの集落で成り立っていたが、テムズ川北岸は沼地と農地であり、海運業者とイギリス海軍にとって必要な条件を満たす地域であった。プール・オブ・ロンドンを東に拡張する形で船の建造、修理に関する産業が盛んになった。農村であったスピタルフィールズでは副業として絹織物が生産され、移民労働者も集まるようになった。最初はアイルランド人、続いてアシュケナージ・ユダヤ人が続き、20世紀にバングラデシュ人が続いた。経験を要しない単純労働は、イーストエンドでの低所得と貧困を招いた。これは18世紀中期に改革論者の注意を引き、労働組合や労働協会が作られた。イーストエンドの急進主義は、労働党の編成と女性参政権の成立に貢献した。
イーストエンドの語が持つ軽蔑的な意味合いは19世紀後半に生まれたが、これはシティの人口の増加によって極端な過密状態になり、貧困層と移民層が東部へ移住せざるを得なくなったことが起因している。
低所得層が東部に向かった要因としては、ドックランズ（港湾施設）周辺に低賃金の労働者向けの仕事が豊富にあったこと、大気汚染や水質汚染を引き起こす事業所が東部に点在しており住宅の家賃が安かったこと（これはロンドンの風向きや水の流れが西から東の方向であるため）、国王の宮殿がウエストミンスター（西部）にあるため反対の東部に向かった、などの理由が指摘されている。
1827年のセイント・キャサリン・ドックズの建設と1840年から1875年にかけて建設された多くのターミナル駅によってシティのスラムが一掃され、多くの人々がイーストエンドへ移り住んだことから、さらなる悪化を引き起こした。およそ1世紀の間、イーストエンドは貧困、人口過密、病気、犯罪を意味した。
低所得者用の公共住宅を建設する試みは、ロンドン・シティ・カウンシルによって1900年代初期に始まった。しかし、第二次世界大戦では、ドック、鉄道、工業地帯が継続的に攻撃目標となり、イーストエンドを荒廃させた。1950年代にはさらに東方に新しい住宅地が建設され、郊外へ住民の離散をもたらした。1960年代以降はコンテナ輸送が主流となり、旧式のドックランズのドックは次々に閉鎖された。ここで仕事をしていた港湾労働者の多くが失業した。
1980年代後半に始まったカナリー・ワーフ開発はイギリス最大規模の都市再開発であり、他にもストラトフォードのオリンピック・パーク、ショーディッチのテック シティなど、イーストエンドは近年劇的な変化を遂げた。しかしながら、一部ではイギリスで最悪の貧困層を含んでおり改善の努力が続けられている。